# Одеска област
Одеска област (на украински: Одеська область; на руски: Оде́сская о́бласть) е една от 24-те области на Украйна. Площ 33 314 km² (1-во място по големина в Украйна, 5,52% от нейната площ). Население на 1 януари 2018 г. 2 369 320 души (5-о място по население в Украйна, 5,27% от нейното население). Административен център град Одеса. Разстояние от Киев до Одеса 654 km.

## Историческа справка
Първите съвременни населени места, които се споменават в летописните източници на сегашната територия на Одеска област са: Килия и Белгород Днестровски (през 910 г. под името Белгород, впоследствие Акерман, от 1944 г. Белгород Днестровски). През 1794 г. селището Хаджибей е утвърдено за град под името Одеса. През 1797 г. селището Балта става град, а през 1821 г. за градове са утвърдени селищата Рени и Болград. През 1810 г. в близост до крепостта Измаил възниква селището Тучков, което през 1830 г. официално е преобразувано в град Измаил. През 1834 г. за град е признато селището Ананиев, който впоследствие загубва градските си права и вторично е обявен за град през 1941 г. По време на съветската власт, в периода от 1938 до 1979 за градове признати 8 населени места, а най-новите градове в областта Южне и Теплодар са признати за такива през 1993 и 1997 г. по време на независима Украйна.
Одеска област е образувана на 27 февруари 1932 г. и е една от пъвите 5 области на територията на бившата Украинска ССР. На 2 август 1940 г. в състава ѝ са включени 5 района (вкл. град Балта) от тогавашната Молдавска АССР. На 15 февруари 1954 г. към Одеска област е включена територията на заличената Измаилска област, а части от територията на Одеска област са предадени към Николаевска и Кировоградска област.

## Географска характеристика
Одеска област е разположена в югозападната част на Украйна и включва историческите области Буджак, Едисан и Подолие. На югозапад граничи с Румъния, на запад – с Молдова, на север – с Виницка и Кировоградска област, на изток – с Николаевска област, а на югоизток се мие от водите на Черно море. В тези си граници заема площ от 33 314 km² (1-во място по големина в Украйна, 5,52% от нейната площ).
По-голямата част от територията на областта се заема от Причерноморската низина, като теренът постепенно се понижава към Черно море. По крайбрежието има голямо количество лимани (най-големи Тилигулски, Куялницки, Ходжибейски, Днестровски), които напълно или частично са отделени от морето с пясъчни коси. Северната част на областта е заета от крайните южни разклонения на Подолското възвишение с височина до 268 m (47°49′46″ с. ш. 29°21′45″ и. д. / 47.829444° с. ш. 29.3625° и. д., в северозападната ѝ част, западно от село Затишие в Подилски район). Склоновете на възвишението са силно разчленени от дълбоки суходолия и оврази. Между реките Днестър и Прут, в т.нар. историческа област Буджак, в близост до границата с Молдова надморската височина достига до 232 m.
Климатът е умерено континентален. Зимата е мека, малоснежна и неустойчива със средна януарска температура от -2 °C на юг до -5 °C на север. Лятото е горещо и сухо със средна юлска температура от 21 °C на северозапад до 23 °C на юг. Годишната сума на валежите се колебае от 350 до 470 mm, с максимум през лятото, като валежите падат предимно под формата на поройни дъждове. Южната половина на областта е подложена на продължително засушаване през лятото. Продължителността на вегетационния период (минимална денонощна температура 5 °C) е от 168 на север до 200 денонощия на юг.
Цялата територия на Одеска област се отнася към Черноморския водосборен басейн. На юг, по границата с Румъния тече река Дунав (с ръкава Килийско гърло). В средната част преминава най-долното течение на река Днестър с левия си приток Кучурган, а в северната част протичат реките Кодима и Савранка (десни притоци на Южен Буг). Около устията на Дунав и Днестър има големи заблатени райони. Повечето отмалките реки през лятото пресъхват, а по големите реки имат важно стопанско значение за корабоплаване (Дунав и Днестър), напояване и производство на електроенергия. В приморската полоса има множество сладководни (Кагул, Ялпуг, Катлабух и др.) и солени (Сасик, Шагани, Алибей, Бурнас и др.) езера.
Най-разпространените почви в областта са южните и обикновените черноземи, които са средно- и малохумусни. На север преобладават малохумусните и оподзолените черноземи, а в приморските части – южните солонцеви черноземи. По долините на реките и суходолията масово са разпространени ливадно-черноземните солончакови почви и солончаци. Цялата област попада в степната зона и почти повсеместно представляват обработваеми земи. На север са се съхранили малки горски масиви съставени от дъб, бук, ясен и липа. Има около 25 km² полезащитни пояси от акация, праскова, клен и др. От бозайниците преобладават многочислени гризачи – заек, обикновен хамстер, лалугер, полска мишка и др., а от птиците – различни видове орли и множество водоплаващи птици в заблатените пространства в устията на Дунав и Днестър.

## Население
На 1 януари 2018 г. населението на Одеска област област е наброявало 2 369 320 души (5,27% от населението на Украйна). Гъстота 71,12 души/km². Градско население 65,3%.
Етнически състав:
| Етнически групи | Население (2001) | Процент |
| --------------- | ---------------- | ------- |
| украинци        | 1 542 300        | 62,8%   |
| руснаци         | 508 500          | 20,7%   |
| българи         | 150 700          | 6,1%    |
| молдовани       | 123 800          | 5,3%    |
| гагаузи         | 27 600           | 1,1%    |
| евреи           | 13 400           | 0,6%    |
| беларуси        | 12 800           | 0,5%    |
| арменци         | 7400             | 0,3%    |
| цигани          | 4000             | 0,2%    |
| поляци          | 3200             | 0,1%    |
| германци        | 2900             | 0,1%    |
| грузинци        | 2800             | 0,1%    |
| азери           | 2800             | 0,1%    |
| татари          | 2600             | 0,1%    |
| гърци           | 2100             | 0,1%    |
| албанци         | 1900             | 0,1%    |
| араби           | 1300             | 0,1%    |
| други           | 45 600           | 1,9%    |
| Общо            | 2 456 000        | 100%    |

## Административно–териториално деление
В административно-териториално отношение областта се поделя на:
- райони – 26;
- райони в градове – 4;
- населени места – 1176, в това число:
  - градски тип – 52, в това число:
    - градове – 18, в това число:
      - градове с областно значение – 9;
      - градове с районно значение – 9;

    - селища от градски тип – 33;

  - селски тип – 1124, в това число:
    - села – 1101;
    - селища – 23.

В системата на местното самоуправление:
- районни съвети – 26;
- градски съвети – 19;
- селищни съвети – 32;
- селски съвети – 439.

### Райони
| Райони                    | Райони                       | Административен център | Площ (в км2) | Население (преброяване на населението през 2001 г.) | Населени места | Населени места | Населени места        | Населени места | Населени места | Местно самоуправление | Местно самоуправление | Местно самоуправление |
| на български език         | на украински език            | Административен център | Площ (в км2) | Население (преброяване на населението през 2001 г.) | Общо           | Градове        | Селища от градски тип | Села           | Селища         | Градски съвети        | Селищни съвети        | Селски съвети         |
| ------------------------- | ---------------------------- | ---------------------- | ------------ | --------------------------------------------------- | -------------- | -------------- | --------------------- | -------------- | -------------- | --------------------- | --------------------- | --------------------- |
| Ананиевски район          | Ананьївський район           | Ананиев                | 1104         | 32 537                                              | 32             | 1              | 0                     | 31             | 0              | 1                     | 0                     | 14                    |
| Арцизки район             | Арцизький район              | Арциз                  | 1379         | 51 742                                              | 27             | 1              | 0                     | 25             | 1              | 1                     | 0                     | 17                    |
| Балтски район             | Балтський район              | Балта                  | 462          | 48 604                                              | 42             | 0              | 0                     | 41             | 0              | 1                     | 0                     | 24                    |
| Березовски район          | Березівський район           | Березовка              | 1637         | 36 046                                              | 66             | 1              | 1                     | 63             | 1              | 1                     | 1                     | 18                    |
| Белгородднестровски район | Білгород-Дністровський район | Белгород Днестровски   | 1852         | 62 326                                              | 56             | 0              | 2                     | 55             | 1              | 0                     | 0                     | 27                    |
| Беляевски район           | Біляївський район            | Беляевка               | 1496         | 104 723                                             | 52             | 1              | 1                     | 43             | 6              | 2                     | 1                     | 21                    |
| Болградски район          | Болградський район           | Болград                | 1364         | 74 951                                              | 22             | 1              | 0                     | 21             | 0              | 1                     | 0                     | 18                    |
| Великомихайловски район   | Великомихайлівський район    | Велика Михайловка      | 1436         | 32 687                                              | 83             | 0              | 2                     | 79             | 1              | 0                     | 2                     | 22                    |
| Захаривски район          | Захарівський район           | Захаривка              | 956          | 21 029                                              | 53             | 0              | 2                     | 51             | 0              | 0                     | 2                     | 11                    |
| Ивановски район           | Іванівський район            | Ивановка               | 1162         | 29 658                                              | 46             | 0              | 3                     | 43             | 0              | 0                     | 3                     | 10                    |
| Измаилски район           | Ізмаїльський район           | Измаил                 | 1254         | 54 692                                              | 23             | 0              | 1                     | 22             | 0              | 0                     | 1                     | 18                    |
| Килийски район            | Кілійський район             | Килия                  | 1359         | 59 837                                              | 20             | 2              | 0                     | 16             | 2              | 2                     | 0                     | 13                    |
| Кодимски район            | Кодимський район             | Кодима                 | 818          | 34 788                                              | 26             | 1              | 1                     | 24             | 0              | 1                     | 1                     | 17                    |
| Лимански район            | Лиманський район             | Доброслав              | 1487         | 67 214                                              | 66             | 0              | 3                     | 60             | 3              | 0                     | 3                     | 20                    |
| Любашивски район          | Любашівський район           | Любашивка              | 1100         | 33 629                                              | 53             | 0              | 2                     | 51             | 0              | 0                     | 2                     | 14                    |
| Николаевски район         | Миколаївський район          | Миколаивка             | 1093         | 20 153                                              | 46             | 0              | 1                     | 45             | 0              | 0                     | 1                     | 12                    |
| Овидиополски район        | Овідіопольський район        | Овидиопол              | 815          | 60 308                                              | 26             | 0              | 4                     | 21             | 1              | 0                     | 4                     | 16                    |
| Окнянски район            | Окнянський район             | Окни                   | 1013         | 22 879                                              | 55             | 0              | 1                     | 52             | 2              | 0                     | 1                     | 14                    |
| Подилски район            | Подільський район            | Подилск                | 1037         | 30 981                                              | 61             | 0              | 0                     | 59             | 2              | 0                     | 0                     | 18                    |
| Ренийски район            | Ренійський район             | Рени                   | 861          | 40 680                                              | 8              | 1              | 0                     | 7              | 0              | 1                     | 0                     | 7                     |
| Разделненски район        | Роздільнянський район        | Роздилна               | 1368         | 56 897                                              | 86             | 1              | 1                     | 82             | 2              | 1                     | 1                     | 18                    |
| Саврански район           | Савранський район            | Савран                 | 618          | 22 367                                              | 21             | 0              | 1                     | 19             | 1              | 0                     | 1                     | 10                    |
| Саратски район            | Саратський район             | Сарата                 | 1475         | 49 907                                              | 38             | 0              | 1                     | 37             | 0              | 0                     | 1                     | 22                    |
| Тарутински район          | Тарутинський район           | Тарутино               | 1874         | 45 169                                              | 51             | 0              | 4                     | 47             | 0              | 0                     | 4                     | 23                    |
| Татарбунарски район       | Татарбунарський район        | Татарбунар             | 1748         | 41 710                                              | 35             | 1              | 0                     | 34             | 0              | 1                     | 0                     | 18                    |
| Ширяевски район           | Ширяївський район            | Ширяево                | 1502         | 29 809                                              | 73             | 0              | 1                     | 72             | 0              | 0                     | 1                     | 18                    |

Забележка: Набраните с курсив районни центрове са селища от градски тип

### Градове в Одеска област
Градове с областно значение:
- Балта 23 km², 18 789 души
- Белгород Днестровски 31 km², 57 210 души
- Беляевка 17 km², 12 047 души
- Измаил 53 km², 75 581 души
- Подилск 25 km², 40 469 души
- Одеса 237 km², 1 013 159 души
- Теплодар 8 km², 10 220 души
- Черноморск 26 km², 63 530 души
- Южне 10 km², 32 100 души

Градове с районно значение:
- Ананиев
- Арциз
- Березовка
- Вилково
- Килия
- Кодима
- Рени
- Роздилна
- Татарбунар

### Селища от градски тип
- Авангард – Овидиополски район
- Александровка – Черноморски градски съвет
- Березино – Тарутински район
- Бородино – Тарутински район
- Велика Михайловка – районен център
- Великодолинское – Овидиополски район
- Доброслав – районен център
- Затишие – Захаривски район
- Затока – Белгородднестровски район
- Захаривка – районен център
- Зеленогорское – Любашивски район
- Ивановка – районен център
- Лиманское – Разделненски район
- Любашивка – районен център
- Миколаивка – районен център
- Нови Беляри – Лимански район
- Овидиопол – районен център
- Окни – районен център
- Петровка – Ивановски район
- Радостное – Ивановски район
- Рауховка – Березовски район
- Савран – районен център
- Сарата – районен център
- Сергеевка – Белгородднестровски район
- Серпневое – Тарутински район
- Слободка – Кодимски район
- Суворово – Измаилски район
- Таирово – Овидиополски район
- Тарутино – районен център
- Хлебодарское – Беляевски район
- Цебриково – Великомихайловски район
- Черноморское – Лимански район
- Ширяево – районен център